# Temporada 2018 del Campeonato de Fórmula 2 de la FIA
La temporada 2018 del Campeonato de Fórmula 2 de la FIA fue la segunda edición de dicho campeonato, telonero de Fórmula 1. En esta temporada, todos los equipos usaron el chasis Dallara F2 2018 con un motor V6 desarrollado por Mecachrome y llevarán cubiertas Pirelli.
George Russell fue el piloto campeón de la temporada, logrando 7 victorias y otros 4 podios a lo largo de la temporada. Entre las escuderías, Carlin, que contaba con los pilotos Sérgio Sette Câmara y Lando Norris, se quedó con el campeonato, por encima de ART Grand Prix, escudería en la que compitió el piloto campeón, y DAMS.

## Escuderías y pilotos
Nota: Como todos los equipos usan los chasis Dallara F2 2018 con el motor Mecachrome V6 Turbo de Renault y neumáticos Pirelli, no se especifican los datos de los vehículos.
| Escudería                       | N.º | Piloto              | Rondas |
| ------------------------------- | --- | ------------------- | ------ |
| RUSSIAN TIME                    | 1   | Artiom Markélov     | Todas  |
| RUSSIAN TIME                    | 2   | Tadasuke Makino     | Todas  |
| PERTAMINA PREMA Theodore Racing | 3   | Sean Gelael         | Todas  |
| PERTAMINA PREMA Theodore Racing | 4   | Nyck de Vries       | Todas  |
| DAMS                            | 5   | Alexander Albon     | Todas  |
| DAMS                            | 6   | Nicholas Latifi     | Todas  |
| ART Grand Prix                  | 7   | Jack Aitken         | Todas  |
| ART Grand Prix                  | 8   | George Russell      | Todas  |
| MP Motorsport                   | 9   | Roberto Merhi       | 1–8    |
| MP Motorsport                   | 9   | Dorian Boccolacci   | 9–12   |
| MP Motorsport                   | 10  | Ralph Boschung      | 1–10   |
| MP Motorsport                   | 10  | Niko Kari           | 11–12  |
| BWT Arden                       | 11  | Maximilian Günther  | 1–11   |
| BWT Arden                       | 11  | Daniel Ticktum      | 12     |
| BWT Arden                       | 12  | Nirei Fukuzumi      | Todas  |
| Campos Vexatec Racing           | 14  | Luca Ghiotto        | Todas  |
| Campos Vexatec Racing           | 15  | Roy Nissany         | 1–10   |
| Campos Vexatec Racing           | 15  | Roberto Merhi       | 11–12  |
| Trident                         | 16  | Arjun Maini         | Todas  |
| Trident                         | 17  | Santino Ferrucci    | 1–7    |
| Trident                         | 17  | Alessio Lorandi     | 8–12   |
| Carlin                          | 18  | Sérgio Sette Câmara | Todas  |
| Carlin                          | 19  | Lando Norris        | Todas  |
| Charouz Racing System           | 20  | Louis Delétraz      | Todas  |
| Charouz Racing System           | 21  | Antonio Fuoco       | Todas  |
| Fuentes:                        |     |                     |        |

### Cambios de equipos
Carlin y Charouz Racing System ingresan en la categoría, mientras que Racing Engineering y Rapax Team abandonan la misma.

## Calendario
El calendario 2018 de la FIA F2 constó de 12 rondas.
| Rondas | Rondas | Circuito                                     | País                   | Fecha            |
| ------ | ------ | -------------------------------------------- | ---------------------- | ---------------- |
| 1      | CL     | Circuito Internacional de Baréin, Sakhir     | Baréin                 | 7 de abril       |
| 1      | CC     | Circuito Internacional de Baréin, Sakhir     | Baréin                 | 8 de abril       |
| 2      | CL     | Circuito callejero de Bakú, Bakú             | Azerbaiyán             | 28 de abril.     |
| 2      | CC     | Circuito callejero de Bakú, Bakú             | Azerbaiyán             | 29 de abril      |
| 3      | CL     | Circuito de Barcelona-Cataluña, Montmeló     | España                 | 12 de mayo       |
| 3      | CC     | Circuito de Barcelona-Cataluña, Montmeló     | España                 | 13 de mayo       |
| 4      | CL     | Circuito de Mónaco, Montecarlo               | Mónaco                 | 25 de mayo       |
| 4      | CC     | Circuito de Mónaco, Montecarlo               | Mónaco                 | 26 de mayo       |
| 5      | CL     | Circuito Paul Ricard, Le Castellet           | Francia                | 23 de junio      |
| 5      | CC     | Circuito Paul Ricard, Le Castellet           | Francia                | 24 de junio      |
| 6      | CL     | Red Bull Ring, Spielberg                     | Austria                | 30 de junio      |
| 6      | CC     | Red Bull Ring, Spielberg                     | Austria                | 1 de julio       |
| 7      | CL     | Circuito de Silverstone, Silverstone         | Reino Unido            | 7 de julio       |
| 7      | CC     | Circuito de Silverstone, Silverstone         | Reino Unido            | 8 de julio       |
| 8      | CL     | Hungaroring, Mogyoród                        | Hungría                | 28 de julio      |
| 8      | CC     | Hungaroring, Mogyoród                        | Hungría                | 29 de julio      |
| 9      | CL     | Circuito de Spa-Francorchamps, Francorchamps | Bélgica                | 25 de agosto     |
| 9      | CC     | Circuito de Spa-Francorchamps, Francorchamps | Bélgica                | 26 de agosto     |
| 10     | CL     | Autodromo Nazionale di Monza, Monza          | Italia                 | 1 de septiembre  |
| 10     | CC     | Autodromo Nazionale di Monza, Monza          | Italia                 | 2 de septiembre  |
| 11     | CL     | Autódromo de Sochi, Sochi                    | Rusia                  | 29 de septiembre |
| 11     | CC     | Autódromo de Sochi, Sochi                    | Rusia                  | 30 de septiembre |
| 12     | CL     | Circuito Yas Marina, Abu Dabi                | Emiratos Árabes Unidos | 24 de noviembre  |
| 12     | CC     | Circuito Yas Marina, Abu Dabi                | Emiratos Árabes Unidos | 25 de noviembre  |

## Neumáticos
| Nombre del compuesto | Color | Color | Banda de rodadura | Condiciones de circulación | Tipo del compuesto | Adherencia           | Durabilidad        |
| -------------------- | ----- | ----- | ----------------- | -------------------------- | ------------------ | -------------------- | ------------------ |
| Súper blando         | SS    |       | Liso              | Seco                       | Blando             | 4 - Más adherencia   | 1 - Menos duradero |
| Blando               | S     |       | Liso              | Seco                       | Blando / Duro      | 3                    | 2                  |
| Medio                | M     |       | Liso              | Seco                       | Blando / Duro      | 2                    | 3                  |
| Duro                 | H     |       | Liso              | Seco                       | Duro               | 1 - Menos adherencia | 4 - Más duradero   |
| Lluvia               | W     |       | Canales           | Mojado                     | De lluvia          |                      |                    |

### Por carrera
| Compuesto | SAK | BAK | BAR | MON | LEC | SPI | SIL | BUD | SPA | MNZ | SOC | YMC |
| --------- | --- | --- | --- | --- | --- | --- | --- | --- | --- | --- | --- | --- |
| Blando    | S   | SS  | S   | SS  | SS  | SS  | S   | SS  | S   | SS  | SS  | SS  |
| Duro      | M   | M   | M   | S   | M   | S   | H   | M   | M   | M   | S   | S   |
| De lluvia | W   | W   | W   | W   | W   | W   | W   | W   | W   | W   | W   | W   |

## Resultados

### Entrenamientos

#### Pretemporada
| N.º | Circuito    | Fecha       | Sesión | Mejor clasificado  | Mejor clasificado               | Mejor clasificado | Mejor clasificado |
| N.º | Circuito    | Fecha       | Sesión | Piloto             | Escudería                       | Tiempo            | Vueltas           |
| --- | ----------- | ----------- | ------ | ------------------ | ------------------------------- | ----------------- | ----------------- |
| 1º  | Paul Ricard | 6 de marzo  | Mañana | Lando Norris       | Carlin                          | 1:56.136          | 30                |
| 1º  | Paul Ricard | 6 de marzo  | Tarde  | Lando Norris       | Carlin                          | 1:43.095          | 29                |
| 1º  | Paul Ricard | 7 de marzo  | Mañana | Lando Norris       | Carlin                          | 1:42.226          | 41                |
| 1º  | Paul Ricard | 7 de marzo  | Tarde  | Alexander Albon    | DAMS                            | 1:42.406          | 32                |
| 1º  | Paul Ricard | 8 de marzo  | Mañana | George Russell     | ART Grand Prix                  | 1:42.396          | 47                |
| 1º  | Paul Ricard | 8 de marzo  | Tarde  | Alexander Albon    | DAMS                            | 1:42.923          | 35                |
|     |             |             |        |                    |                                 |                   |                   |
| 2º  | Sakhir      | 21 de marzo | Mañana | Luca Ghiotto       | Campos Vexatec Racing           | 1:44.042          | 28                |
| 2º  | Sakhir      | 21 de marzo | Tarde  | Nyck de Vries      | PERTAMINA PREMA Theodore Racing | 1:43.785          | 21                |
| 2º  | Sakhir      | 22 de marzo | Mañana | Arjun Maini        | Trident Racing                  | 1:42.779          | 34                |
| 2º  | Sakhir      | 22 de marzo | Tarde  | Santino Ferrucci   | Trident Racing                  | 1:45.522          | 41                |
| 2º  | Sakhir      | 23 de marzo | Mañana | Maximilian Günther | BWT Arden                       | 1:42.756          | 28                |
| 2º  | Sakhir      | 23 de marzo | Tarde  | Nirei Fukuzumi     | BWT Arden                       | 1:43.430          | 35                |

#### Postemporada
| Circuito   | Fecha           | Sesión | Mejor clasificado  | Mejor clasificado     | Mejor clasificado | Mejor clasificado |
| Circuito   | Fecha           | Sesión | Piloto             | Escudería             | Tiempo            | Vueltas           |
| ---------- | --------------- | ------ | ------------------ | --------------------- | ----------------- | ----------------- |
| Yas Marina | 29 de noviembre | Mañana | Luca Ghiotto       | RUSSIAN TIME          | 1:50.562          | 20                |
| Yas Marina | 29 de noviembre | Tarde  | Louis Delétraz     | Carlin                | 1:49.984          | 27                |
| Yas Marina | 30 de noviembre | Mañana | Anthoine Hubert    | MP Motorsport         | 1:51.116          | 16                |
| Yas Marina | 30 de noviembre | Tarde  | Juan Manuel Correa | Charouz Racing System | 1:49.958          | 31                |
| Yas Marina | 1 de diciembre  | Mañana | Nicholas Latifi    | DAMS                  | 1:51.312          | 35                |
| Yas Marina | 1 de diciembre  | Tarde  | Louis Delétraz     | Carlin                | 1:49.638          | 29                |

### Temporada
| Ronda | Ronda | Ronda             | Pole Position       | Vuelta rápida       | Piloto ganador     | Escudería ganadora              | Resultados |
| ----- | ----- | ----------------- | ------------------- | ------------------- | ------------------ | ------------------------------- | ---------- |
| 1     | L     | Sakhir            | Lando Norris        | Lando Norris        | Lando Norris       | Carlin                          | Resultados |
| 1     | C     | Sakhir            |                     | Nyck de Vries       | Artiom Markélov    | RUSSIAN TIME                    | Resultados |
| 2     | L     | Bakú              | Alexander Albon     | Antonio Fuoco       | Alexander Albon    | DAMS                            | Resultados |
| 2     | C     | Bakú              |                     | George Russell      | George Russell     | ART Grand Prix                  | Resultados |
| 3     | L     | Barcelona         | Alexander Albon     | Artiom Markélov     | George Russell     | ART Grand Prix                  | Resultados |
| 3     | C     | Barcelona         |                     | George Russell      | Jack Aitken        | ART Grand Prix                  | Resultados |
| 4     | L     | Montecarlo        | Alexander Albon     | Artiom Markélov     | Artiom Markélov    | RUSSIAN TIME                    | Resultados |
| 4     | C     | Montecarlo        |                     | Nicholas Latifi     | Antonio Fuoco      | Charouz Racing System           | Resultados |
| 5     | L     | Le Castellet      | George Russell      | Nyck de Vries       | George Russell     | ART Grand Prix                  | Resultados |
| 5     | C     | Le Castellet      |                     | Nyck de Vries       | Nyck de Vries      | PERTAMINA PREMA Theodore Racing | Resultados |
| 6     | L     | Spielberg         | George Russell      | Artiom Markélov     | George Russell     | ART Grand Prix                  | Resultados |
| 6     | C     | Spielberg         |                     | Artiom Markélov     | Artiom Markélov    | RUSSIAN TIME                    | Resultados |
| 7     | L     | Silverstone       | George Russell      | George Russell      | Alexander Albon    | DAMS                            | Resultados |
| 7     | C     | Silverstone       |                     | George Russell      | Maximilian Günther | BWT Arden                       | Resultados |
| 8     | L     | Budapest          | Sérgio Sette Câmara | Nyck de Vries       | Nyck de Vries      | PERTAMINA PREMA Theodore Racing | Resultados |
| 8     | C     | Budapest          |                     | Luca Ghiotto        | Alexander Albon    | DAMS                            | Resultados |
| 9     | L     | Spa-Francorchamps | Nyck de Vries       | Nyck de Vries       | Nyck de Vries      | PERTAMINA PREMA Theodore Racing | Resultados |
| 9     | C     | Spa-Francorchamps |                     | Nicholas Latifi     | Nicholas Latifi    | DAMS                            | Resultados |
| 10    | L     | Monza             | George Russell      | Artiom Markélov     | Tadasuke Makino    | RUSSIAN TIME                    | Resultados |
| 10    | C     | Monza             |                     | Sérgio Sette Câmara | George Russell     | ART Grand Prix                  | Resultados |
| 11    | L     | Sochi             | Nyck de Vries       | Nyck de Vries       | Alexander Albon    | DAMS                            | Resultados |
| 11    | C     | Sochi             |                     | George Russell      | George Russell     | ART Grand Prix                  | Resultados |
| 12    | L     | Yas Marina        | George Russell      | Luca Ghiotto        | George Russell     | ART Grand Prix                  | Resultados |
| 12    | C     | Yas Marina        |                     | George Russell      | Antonio Fuoco      | Charouz Racing System           | Resultados |

## Clasificaciones

### Sistema de puntuación
Puntos de carrera larga
| Posición | 1º | 2º | 3º | 4º | 5º | 6º | 7º | 8º | 9º | 10º | Pole | VR |
| Puntos   | 25 | 18 | 15 | 12 | 10 | 8  | 6  | 4  | 2  | 1   | 4    | 2  |

Puntos de carrera corta
| Posición | 1º | 2º | 3º | 4º | 5º | 6º | 7º | 8º | VR |
| Puntos   | 15 | 12 | 10 | 8  | 6  | 4  | 2  | 1  | 2  |

### Campeonato de Pilotos
| Pos. | Piloto              | SAK | SAK | BAK | BAK | BAR | BAR | MON | MON | LEC | LEC | SPI | SPI | SIL | SIL | BUD | BUD | SPA | SPA | MNZ | MNZ | SOC | SOC | YMC | YMC | Puntos |
| ---- | ------------------- | --- | --- | --- | --- | --- | --- | --- | --- | --- | --- | --- | --- | --- | --- | --- | --- | --- | --- | --- | --- | --- | --- | --- | --- | ------ |
| 1    | George Russell      | 5   | 19  | 12  | 1   | 1   | 4   | Ret | Ret | 1   | 17  | 1   | 2   | 2   | 2   | Ret | 8   | 3   | 7   | 4   | 1   | 4   | 1   | 1   | 4   | 287    |
| 2    | Lando Norris        | 1   | 4   | 6   | 4   | 3   | 3   | 6   | 3   | 16  | 5   | 2   | 11  | 10  | 3   | 2   | 4   | 4   | 2   | 6   | 5   | Ret | Ret | 5   | 2   | 219    |
| 3    | Alexander Albon     | 4   | 13  | 1   | 13  | 5   | 2   | Ret | Ret | Ret | 7   | 5   | 5   | 1   | 7   | 5   | 1   | 5   | 3   | 3   | Ret | 1   | 3   | 14  | 8   | 212    |
| 4    | Nyck de Vries       | 6   | 5   | Ret | 2   | 2   | Ret | Ret | 9   | 5   | 1   | Ret | 14  | 7   | 6   | 1   | 7   | 1   | 4   | 9   | 17  | 3   | 4   | 4   | 5   | 202    |
| 5    | Artiom Markélov     | 3   | 1   | Ret | Ret | 8   | 9   | 1   | 4   | 14  | 14† | 8   | 1   | 6   | 4   | 8   | 13  | 6   | 5   | 2   | 2   | 11  | 5   | 2   | 7   | 186    |
| 6    | Sérgio Sette Câmara | 2   | 3   | 4   | DSQ | 7   | Ret | DNS | DNS | 2   | 6   | 6   | 3   | Ret | 17  | 7   | 3   | 2   | 9   | 7   | 3   | 5   | 2   | 16  | 10  | 164    |
| 7    | Antonio Fuoco       | 17  | 12  | 3   | DNS | 10  | 7   | 8   | 1   | 4   | 4   | 3   | 4   | 3   | Ret | 3   | 17  | 17  | 19  | DSQ | 10  | 6   | 9   | 7   | 1   | 141    |
| 8    | Luca Ghiotto        | 12  | 6   | Ret | 14  | 4   | 5   | Ret | 10  | 3   | 3   | 12  | 13  | 5   | 10  | 6   | 2   | 7   | 6   | 10  | 6   | Ret | 14  | 3   | 9   | 111    |
| 9    | Nicholas Latifi     | 11  | 10  | 5   | 3   | 14  | 8   | 9   | 8   | 7   | 8   | 11  | 8   | 17  | 16  | Ret | 16  | 8   | 1   | 5   | 4   | 2   | Ret | Ret | 15  | 91     |
| 10   | Louis Delétraz      | 13  | 9   | Ret | 10  | Ret | 10  | 4   | 2   | 6   | 2   | Ret | Ret | 4   | 5   | 17  | 9   | 18  | 13  | 13  | 11  | 12  | 13  | 6   | 6   | 74     |
| 11   | Jack Aitken         | 9   | 18  | 2   | 11  | 6   | 1   | 7   | Ret | 11  | DNS | Ret | 18  | 13  | 12  | 4   | 10  | 11  | 10  | 17† | 8   | 14  | Ret | 10  | 12  | 63     |
| 12   | Roberto Merhi       | DNS | 11  | 8   | 7   | 13  | Ret | 3   | 7   | DSQ | 15  | 4   | 16  | 11  | 9   | 11  | 5   |     |     |     |     | 9   | 6   | 8   | 3   | 61     |
| 13   | Tadasuke Makino     | 19  | 17  | 9   | 9   | 9   | Ret | 14  | Ret | 8   | Ret | 7   | 6   | 12  | 11  | 9   | 12  | 12  | 11  | 1   | 14  | 10  | 11  | 9   | Ret | 48     |
| 14   | Maximilian Günther  | 8   | 2   | Ret | 15† | Ret | 12  | 11  | 6   | 12  | 11  | 15  | 12  | 8   | 1   | 16  | Ret | 9   | 16  | 12  | 16  | 16† | 10  |     |     | 41     |
| 15   | Sean Gelael         | 7   | 16  | 10  | Ret | Ret | 6   | 2   | Ret | Ret | 18  | 13  | Ret | Ret | 15  | 13  | 11  | 16  | Ret | 11  | Ret | DNS | 12  | 17  | Ret | 29     |
| 16   | Arjun Maini         | 15  | 14  | Ret | 5   | Ret | 13  | 5   | 5   | 10  | 13  | 14  | 10  | 14  | 13  | 12  | 14  | 14  | 8   | Ret | 9   | 15  | 15  | Ret | Ret | 24     |
| 17   | Nirei Fukuzumi      | 18  | 8   | 13  | 12  | 11  | Ret | 10  | 11† | 9   | 12  | 9   | 9   | Ret | DNS | 10  | 6   | Ret | 17  | 14  | 13  | 8   | 7   | Ret | 13  | 17     |
| 18   | Ralph Boschung      | 10  | 7   | 7   | 8   | Ret | Ret | Ret | Ret | Ret | 16  | Ret | 15  | 9   | 8   | 18  | Ret | Ret | 12  | 8   | Ret |     |     |     |     | 17     |
| 19   | Santino Ferrucci    | 14  | 20  | 11  | 6   | DNS | 11  | 13  | 12† | 13  | 9   | 10  | 7   | 16  | DSQ |     |     |     |     |     |     |     |     |     |     | 7      |
| 20   | Alessio Lorandi     |     |     |     |     |     |     |     |     |     |     |     |     |     |     | 14  | Ret | 13  | 15  | 15  | 12  | 7   | Ret | 13  | 14  | 6      |
| 21   | Dorian Boccolacci   |     |     |     |     |     |     |     |     |     |     |     |     |     |     |     |     | 15  | 18  | Ret | 7   | 13  | 8   | 12  | 11  | 3      |
| 22   | Roy Nissany         | 16  | 15  | Ret | Ret | 12  | 14  | 12  | Ret | 15  | 10  | Ret | 17  | 15  | 14  | 15  | 15  | 10  | 14  | 16  | 15  |     |     |     |     | 1      |
| 23   | Daniel Ticktum      |     |     |     |     |     |     |     |     |     |     |     |     |     |     |     |     |     |     |     |     |     |     | 11  | Ret | 0      |
| 24   | Niko Kari           |     |     |     |     |     |     |     |     |     |     |     |     |     |     |     |     |     |     |     |     | Ret | Ret | 15  | Ret | 0      |
| Pos. | Piloto              | SAK | SAK | BAK | BAK | BAR | BAR | MON | MON | LEC | LEC | SPI | SPI | SIL | SIL | BUD | BUD | SPA | SPA | MNZ | MNZ | SOC | SOC | YMC | YMC | Puntos |

| Color     | Resultado              |
| --------- | ---------------------- |
| Oro       | Ganador                |
| Plata     | 2.ª plaza              |
| Bronce    | 3.ª plaza              |
| Verde     | Finalizó en los puntos |
| Azul      | Finalizó sin puntos    |
| Azul      | NC - No clasificado    |
| Violeta   | Ret - No terminó       |
| Rojo      | DNQ - No se clasificó  |
| Negro     | DSQ - Descalificado    |
| Blanco    | DNS - No empezó        |
| Blanco    | WD - Retirado          |
| Blanco    | C - Carrera cancelada  |
| Sin color | DNP - No participó     |
| Sin color | INJ - Lesionado        |
| Sin color | EX - Excluido          |

| Estado  | Resultado |
| ------- | --- |
| Negrita | Pole position |
| Cursiva | Vuelta rápida puntuable, el piloto cumplió los requisitos para ser bonificado con uno o más puntos por lograr la vuelta rápida |
| †       | Abandona, pero clasifica al completar el porcentaje requerido para ello                                                        |

Fuente: Fórmula 2.

#### Estadísticas del Campeonato de Pilotos
| Pos. | Piloto              | Escudería                           | Carreras | Victorias | Podios | Poles | Vueltas rápidas | Vueltas lideradas | Puntos |
| ---- | ------------------- | ----------------------------------- | -------- | --------- | ------ | ----- | --------------- | ----------------- | ------ |
| 1    | George Russell      | ART Grand Prix                      | 24       | 7         | 11     | 5     | 6               | 118               | 287    |
| 2    | Lando Norris        | Carlin                              | 24       | 1         | 9      | 1     | 1               | 46                | 219    |
| 3    | Alexander Albon     | DAMS                                | 24       | 4         | 8      | 3     |                 | 44                | 212    |
| 4    | Nyck de Vries       | PERTAMINA PREMA Theodore Racing     | 24       | 3         | 6      | 2     | 6               | 64                | 202    |
| 5    | Artiom Markélov     | RUSSIAN TIME                        | 24       | 3         | 7      |       | 5               | 115               | 186    |
| 6    | Sérgio Sette Câmara | Carlin                              | 22       |           | 8      | 1     | 1               | 24                | 164    |
| 7    | Antonio Fuoco       | Charouz Racing System               | 24       | 2         | 6      |       | 1               | 62                | 141    |
| 8    | Luca Ghiotto        | Campos Vexatec Racing               | 24       |           | 4      |       | 2               | 39                | 111    |
| 9    | Nicholas Latifi     | DAMS                                | 24       | 1         | 3      |       | 2               | 30                | 91     |
| 10   | Louis Delétraz      | Charouz Racing System               | 24       |           | 2      |       |                 | 10                | 74     |
| 11   | Jack Aitken         | ART Grand Prix                      | 24       | 1         | 2      |       |                 | 26                | 63     |
| 12   | Roberto Merhi       | MP Motorsport Campos Vexatec Racing | 20       |           | 2      |       |                 | 1                 | 61     |
| 13   | Tadasuke Makino     | RUSSIAN TIME                        | 24       | 1         | 1      |       |                 | 38                | 48     |
| 14   | Maximilian Günther  | BWT Arden                           | 22       | 1         | 2      |       |                 | 21                | 41     |
| 15   | Sean Gelael         | PERTAMINA PREMA Theodore Racing     | 24       |           | 1      |       |                 |                   | 29     |
| 16   | Arjun Maini         | Trident                             | 24       |           |        |       |                 | 18                | 24     |
| 17   | Nirei Fukuzumi      | BWT Arden                           | 24       |           |        |       |                 | 4                 | 17     |
| 18   | Ralph Boschung      | MP Motorsport                       | 20       |           |        |       |                 | 1                 | 17     |
| 19   | Santino Ferrucci    | Trident                             | 14       |           |        |       |                 |                   | 7      |
| 20   | Alessio Lorandi     | Trident                             | 10       |           |        |       |                 |                   | 6      |
| 21   | Dorian Boccolacci   | MP Motorsport                       | 8        |           |        |       |                 |                   | 3      |
| 22   | Roy Nissany         | Campos Vexatec Racing               | 20       |           |        |       |                 | 1                 | 1      |
| 23   | Daniel Ticktum      | BWT Arden                           | 2        |           |        |       |                 |                   | 0      |
| 24   | Niko Kari           | MP Motorsport                       | 4        |           |        |       |                 |                   | 0      |

Fuente: Fórmula 2.

### Campeonato de Escuderías
| Pos. | Escudería                       | N.º | SAK | SAK | BAK | BAK | BAR | BAR | MON | MON | LEC | LEC | SPI | SPI | SIL | SIL | BUD | BUD | SPA | SPA | MNZ | MNZ | SOC | SOC | YMC | YMC | Puntos |
| ---- | ------------------------------- | --- | --- | --- | --- | --- | --- | --- | --- | --- | --- | --- | --- | --- | --- | --- | --- | --- | --- | --- | --- | --- | --- | --- | --- | --- | ------ |
| 1    | Carlin                          | 18  | 2   | 3   | 4   | DSQ | 7   | Ret | DNS | DNS | 2   | 6   | 6   | 3   | Ret | 17  | 7   | 3   | 2   | 9   | 7   | 3   | 5   | 2   | 16  | 10  | 383    |
| 1    | Carlin                          | 19  | 1   | 4   | 6   | 4   | 3   | 3   | 6   | 3   | 16  | 5   | 2   | 11  | 10  | 3   | 2   | 4   | 4   | 2   | 6   | 5   | Ret | Ret | 5   | 2   | 383    |
| 2    | ART Grand Prix                  | 7   | 9   | 18  | 2   | 11  | 6   | 1   | 7   | Ret | 11  | DNS | Ret | 18  | 13  | 12  | 4   | 10  | 11  | 10  | 17† | 8   | 14  | Ret | 10  | 12  | 350    |
| 2    | ART Grand Prix                  | 8   | 5   | 19  | 12  | 1   | 1   | 4   | Ret | Ret | 1   | 17  | 1   | 2   | 2   | 2   | Ret | 8   | 3   | 7   | 4   | 1   | 4   | 1   | 1   | 4   | 350    |
| 3    | DAMS                            | 5   | 4   | 13  | 1   | 13  | 5   | 2   | Ret | Ret | Ret | 7   | 5   | 5   | 1   | 7   | 5   | 1   | 5   | 3   | 3   | Ret | 1   | 3   | 14  | 8   | 303    |
| 3    | DAMS                            | 6   | 11  | 10  | 5   | 3   | 14  | 8   | 9   | 8   | 7   | 8   | 11  | 8   | 17  | 16  | Ret | 16  | 8   | 1   | 5   | 4   | 2   | Ret | Ret | 15  | 303    |
| 4    | RUSSIAN TIME                    | 1   | 3   | 1   | Ret | Ret | 8   | 9   | 1   | 4   | 14  | 14† | 8   | 1   | 6   | 4   | 8   | 13  | 6   | 5   | 2   | 2   | 11  | 5   | 2   | 7   | 234    |
| 4    | RUSSIAN TIME                    | 2   | 19  | 17  | 9   | 9   | 9   | Ret | 14  | Ret | 8   | Ret | 7   | 6   | 12  | 11  | 9   | 12  | 12  | 11  | 1   | 14  | 10  | 11  | 9   | Ret | 234    |
| 5    | PERTAMINA PREMA Theodore Racing | 3   | 7   | 16  | 10  | Ret | Ret | 6   | 2   | Ret | Ret | 18  | 13  | Ret | Ret | 15  | 13  | 11  | 16  | Ret | 11  | Ret | DNS | 12  | 17  | Ret | 231    |
| 5    | PERTAMINA PREMA Theodore Racing | 4   | 6   | 5   | Ret | 2   | 2   | Ret | Ret | 9   | 5   | 1   | Ret | 14  | 7   | 6   | 1   | 7   | 1   | 4   | 9   | 17  | 3   | 4   | 4   | 5   | 231    |
| 6    | Charouz Racing System           | 20  | 13  | 9   | Ret | 10  | Ret | 10  | 4   | 2   | 6   | 2   | Ret | Ret | 4   | 5   | 17  | 9   | 18  | 13  | 13  | 11  | 12  | 13  | 6   | 6   | 215    |
| 6    | Charouz Racing System           | 21  | 17  | 12  | 3   | DNS | 10  | 7   | 8   | 1   | 4   | 4   | 3   | 4   | 3   | Ret | 3   | 17  | 17  | 19  | DSQ | 10  | 6   | 9   | 7   | 1   | 215    |
| 7    | Campos Vexatec Racing           | 14  | 12  | 6   | Ret | 14  | 4   | 5   | Ret | 10  | 3   | 3   | 12  | 13  | 5   | 10  | 6   | 2   | 7   | 6   | 10  | 6   | Ret | 14  | 3   | 9   | 132    |
| 7    | Campos Vexatec Racing           | 15  | 16  | 15  | Ret | Ret | 12  | 14  | 12  | Ret | 15  | 10  | Ret | 17  | 15  | 14  | 15  | 15  | 10  | 14  | 16  | 15  | 9   | 6   | 8   | 3   | 132    |
| 8    | MP Motorsport                   | 9   | DNS | 11  | 8   | 7   | Ret | Ret | 3   | 7   | DSQ | 15  | 4   | 16  | 11  | 9   | 11  | 5   | 15  | 18  | Ret | 7   | 13  | 8   | 12  | 11  | 61     |
| 8    | MP Motorsport                   | 10  | 10  | 7   | 7   | 8   | Ret | Ret | Ret | Ret | Ret | 16  | Ret | 15  | 9   | 8   | 18  | Ret | Ret | 12  | 8   | Ret | Ret | Ret | 15  | Ret | 61     |
| 9    | BWT Arden                       | 11  | 8   | 2   | Ret | 15† | Ret | 12  | 11  | 6   | 12  | 11  | 15  | 12  | 8   | 1   | 16  | Ret | 9   | 16  | 12  | 16  | 16† | 10  | 11  | Ret | 58     |
| 9    | BWT Arden                       | 12  | 18  | 8   | 13  | 12  | 11  | Ret | 10  | 11† | 9   | 12  | 9   | 9   | Ret | DNS | 10  | 6   | Ret | 17  | 14  | 13  | 8   | 7   | Ret | 13  | 58     |
| 10   | Trident                         | 16  | 15  | 14  | Ret | 5   | Ret | 13  | 5   | 5   | 10  | 13  | 14  | 10  | 14  | 13  | 12  | 14  | 14  | 8   | Ret | 9   | 15  | 15  | Ret | DNS | 37     |
| 10   | Trident                         | 17  | 14  | 20  | 11  | 6   | DNS | 11  | 13  | 12† | 13  | 9   | 10  | 7   | 16  | DSQ | 14  | Ret | 13  | 15  | 15  | 12  | 7   | Ret | 13  | 14  | 37     |
| Pos. | Escudería                       | N.º | SAK | SAK | BAK | BAK | BAR | BAR | MON | MON | LEC | LEC | SPI | SPI | SIL | SIL | BUD | BUD | SPA | SPA | MNZ | MNZ | SOC | SOC | YMC | YMC | Puntos |

| Color     | Resultado              |
| --------- | ---------------------- |
| Oro       | Ganador                |
| Plata     | 2.ª plaza              |
| Bronce    | 3.ª plaza              |
| Verde     | Finalizó en los puntos |
| Azul      | Finalizó sin puntos    |
| Azul      | NC - No clasificado    |
| Violeta   | Ret - No terminó       |
| Rojo      | DNQ - No se clasificó  |
| Negro     | DSQ - Descalificado    |
| Blanco    | DNS - No empezó        |
| Blanco    | WD - Retirado          |
| Blanco    | C - Carrera cancelada  |
| Sin color | DNP - No participó     |
| Sin color | INJ - Lesionado        |
| Sin color | EX - Excluido          |

| Estado  | Resultado |
| ------- | --- |
| Negrita | Pole position |
| Cursiva | Vuelta rápida puntuable, el piloto cumplió los requisitos para ser bonificado con uno o más puntos por lograr la vuelta rápida |
| †       | Abandona, pero clasifica al completar el porcentaje requerido para ello                                                        |

Fuente: Fórmula 2.

#### Estadísticas del Campeonato de Escuderías
| Pos. | Escuderías                      | Carreras | Victorias | Podios | Poles | Vueltas rápidas | Vueltas lideradas | Puntos |
| ---- | ------------------------------- | -------- | --------- | ------ | ----- | --------------- | ----------------- | ------ |
| 1    | Carlin                          | 24       | 1         | 17     | 2     | 2               | 70                | 383    |
| 2    | ART Grand Prix                  | 24       | 8         | 13     | 5     | 6               | 144               | 350    |
| 3    | DAMS                            | 24       | 5         | 11     | 3     | 2               | 74                | 303    |
| 4    | RUSSIAN TIME                    | 24       | 4         | 8      |       | 5               | 153               | 234    |
| 5    | PERTAMINA PREMA Theodore Racing | 24       | 3         | 7      | 2     | 6               | 64                | 231    |
| 6    | Charouz Racing System           | 24       | 2         | 8      |       | 1               | 72                | 215    |
| 7    | Campos Vexatec Racing           | 24       |           | 5      |       | 2               | 40                | 132    |
| 8    | MP Motorsport                   | 24       |           | 1      |       |                 | 2                 | 61     |
| 9    | BWT Arden                       | 24       | 1         | 2      |       |                 | 25                | 58     |
| 10   | Trident                         | 24       |           |        |       |                 | 18                | 37     |

Fuente: Fórmula 2.